# Tillandsia plagiotropica
Tillandsia plagiotropica là một loài thực vật có hoa trong họ Bromeliaceae. Loài này được Rohweder miêu tả khoa học đầu tiên năm 1953.

## Hình ảnh

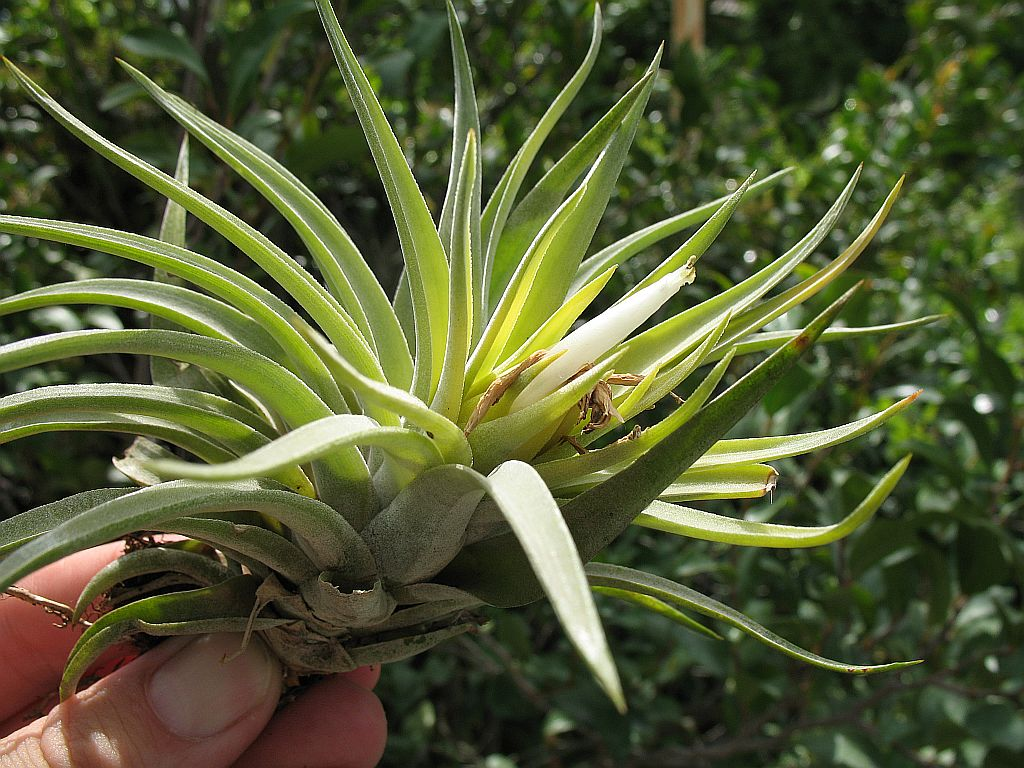